# 논리 폭탄
논리 폭탄(logic bomb)은 특정 날짜나 시간 등 조건이 충족되었을 때 악의적인 기능(function)을 유발할 수 있게 만든 코드의 일부분으로 소프트웨어 시스템에 의도적으로 삽입된 것이다.
오류를 발생시키는 부호의 삽입에는 일반적으로 트로이 목마(Trojan horse)를 응용하고 바이러스와 달리 논리폭탄은 자신을 복제할 수 없다.
논리폭탄은 약간의 프로그래밍 지식만 있으면 쉽게 만들수 있기 때문에 초보자들이 선호하는 해킹 프로그램이다.
- 일정한 시간이 되면 컴퓨터가 이자를 계산하는 방식이나 이율을 바꾸어 계산하여 남는 금액을 악의적인 행위자의 예금 계좌로 송금하게 하는 경우
- 특정 조건이 발생할 경우 컴퓨터의 운영에 필요한 기본 파일을 삭제하여 컴퓨터의 작동을 중단하도록 하는 경우
- 특정기관의 통상적 컴퓨터 프로그램에 중대한 과오를 발생시키는 루틴이나 부호를 무단으로 삽입, 데이터를 파괴하거나 변조해 예상치 못한 큰 장애를 발생시키거나 부정행위를 실행시키는 경우

## 같이 보기
- 백도어
- 이스터 에그
- 사이버 전쟁
- 스턱스넷
- 포크 폭탄